# Carabíneos
Carabíneos (Carabinae) é uma subfamília de coleópteros da família Carabidae, popularmente sendo chamados no Brasil por Carabídeo, Besouro-Mentolado, Besouro-Cascudo.
Os besouros Carabidae, quase sempre, quando ameaçados ou atacados, segregam e esguicham sobre seus inimigos, substâncias líquidas corrosivas, geralmente ácido-fórmico, de odor nauseabundo que, em contato com a pele humana, produzem sensação de aquecimento, às vezes irritação (ardência ou prurido), podendo em alguns casos, produzir, na parte afetada, uma pequena mancha temporária marrom ou violácea e até mesmo ulcerações e queimaduras de segundo grau.

## Tribos
- Tribo Carabini Latreille, 1802
- Tribo Ceroglossini Lapouge, 1927
- Tribo Cychrini Perty, 1830
- Tribo Pamborini Hope, 1838